# Llano Grande, Jiquipilas
Llano Grande är en ort i Mexiko.   Den ligger i kommunen Jiquipilas och delstaten Chiapas, i den sydöstra delen av landet, 700 km öster om huvudstaden Mexico City. Llano Grande ligger 671 meter över havet och antalet invånare är 497.
Terrängen runt Llano Grande är varierad. Llano Grande ligger nere i en dal. Runt Llano Grande är det ganska glesbefolkat, med 34 invånare per kvadratkilometer. Närmaste större samhälle är Jiquipilas, 18,2 km söder om Llano Grande. I omgivningarna runt Llano Grande växer huvudsakligen savannskog.